# Observatorij Tičan
Koordinati: 45° 17’ 27,3’’ severno, 13° 44’ 57,5’’ vzhodno
Observatorij Tičan (hrvaško Zvjezdarnica Tičan, koda IAU L01 Visnjan Observatory, Tican) je astronomski observatorij v naselju Tičan blizu Višnjana v hrvaški Istri. Observatorij je začel z delom februarja 2009.
S skupnim naporom AD Višnjan, Občine Višnjan, mesta Poreča, Istrske županije, državno podporo in trudom številnih posameznikov je na hribu Tičan in poleg samega naselja Tičan na gozdni jasi nastal observatorij, ki bi moral prevzeti astronomska opazovanja asteroidov. Te so več let opazovali iz samega mesta Višnjan na Observatoriju Višnjan.
Načrtovan je tudi začetek dela na drugih astronomskih področjih. V kupoli s premerom 8 m so namestili modificiran in avtomatiziran 1000 mm reflektor, ki je bil prej v italijanskem Observatoriju Bazovica.
- Pogled na hrib z observatorijem
- Observatorij ponoči
- Observatorij, april 2017
- Observatorij, april 2017
- Schumannova antena na observatoriju